# People for the Ethical Treatment of Animals
Pour les articles homonymes, voir PETA.
People for the Ethical Treatment of Animals (PETA) (en français littéral : « Les personnes pour un traitement éthique des animaux », traduit sur le site de PETA France par « Pour une éthique dans le traitement des animaux ») est une association à but non lucratif dont l'objet est de défendre les droits des animaux,. PETA compte plus de trois millions d’adhérents et de partisans ; c’est la plus grande organisation au monde œuvrant pour les droits des animaux.
L'action de PETA est fondée sur quatre thèmes principaux : l'élevage industriel, l'élevage d’animaux à fourrure, les expérimentations sur les animaux et les spectacles avec des animaux. PETA s’attaque aussi à des sujets tels que la pêche, le massacre d’animaux considérés comme nuisibles, l’enchaînement abusif des chiens, les combats de coqs, la tauromachie et la consommation de viande. Un des objectifs de PETA est d’informer le public de sa position par le biais de campagnes publicitaires, d’enquêtes secrètes, de sauvetage d’animaux et de techniques de pression.
L'association est largement critiquée pour son recours systématique à l'euthanasie sur un grand nombre de chats et de chiens – souvent pour des raisons extrêmement controversées,.

## Historique

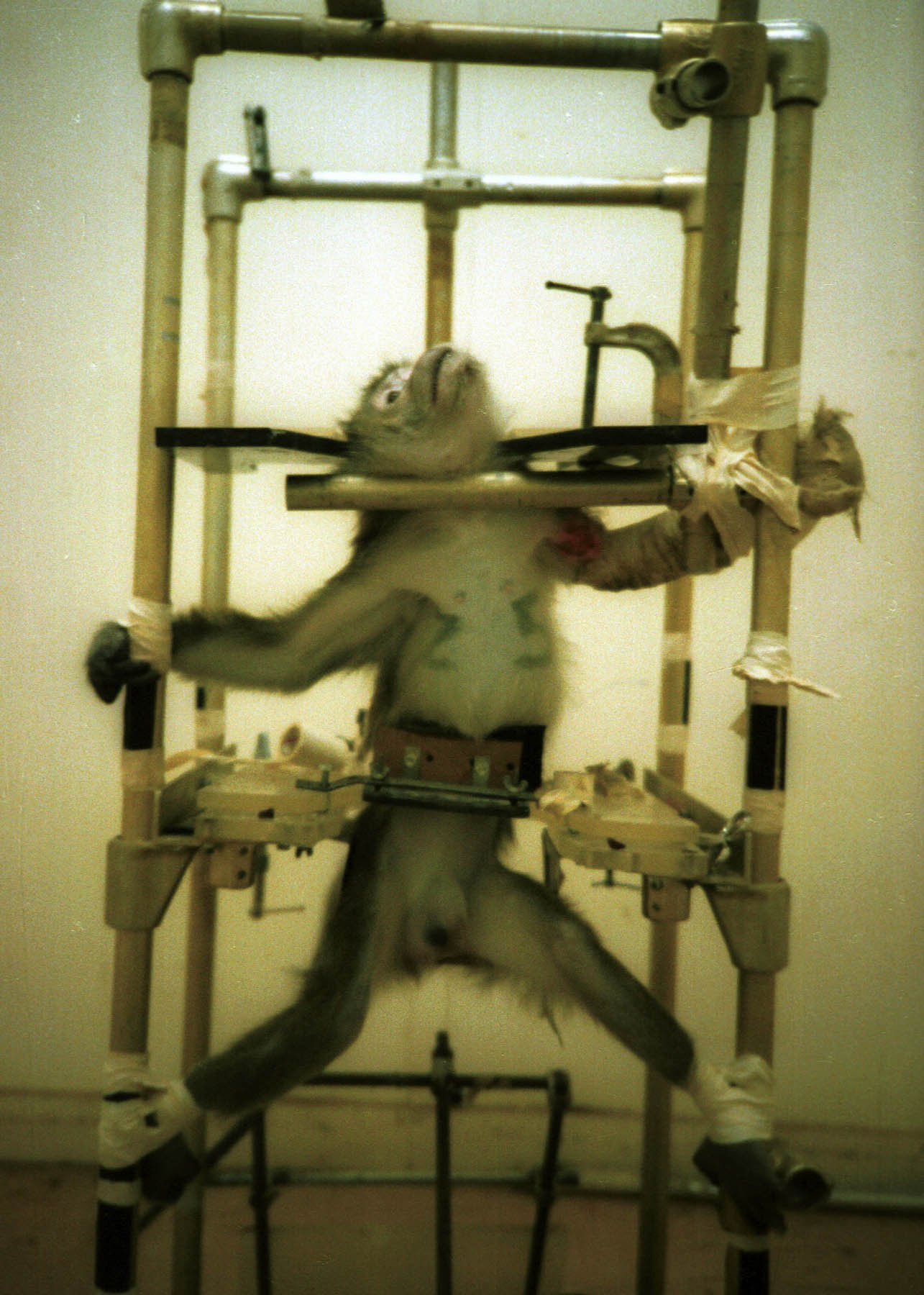
Un des singes de Silver Spring pris en photo par Pacheco.

L'association est fondée en 1980 par Alex Pacheco et Ingrid Newkirk qui se sont rencontrés alors qu'ils travaillaient dans des refuges pour animaux abandonnés,. En 1981, un événement la propulse sous les feux des projecteurs : PETA révèle la torture des singes dans le laboratoire de recherche de Silver Spring (Maryland), entraînant pour la première fois l’arrestation et l’inculpation du chercheur en neurosciences (Edward Taub) pour cruauté envers les animaux et la suspension de fonds de recherche du gouvernement fédéral des États-Unis. Bien que condamné pour plusieurs des charges en première instance, Edward Taub fut par la suite disculpé en appel de la plupart des charges (voir Silver Spring monkeys (en)). Selon David Hunter Hubel (prix de Nobel de médecine), reprenant les arguments de la défense de Taub : « Il y a de fortes suspicions que les photos de singes de Silver Spring aient été une mise en scène orchestrée par les défenseurs des droits des animaux. »

## Philosophie

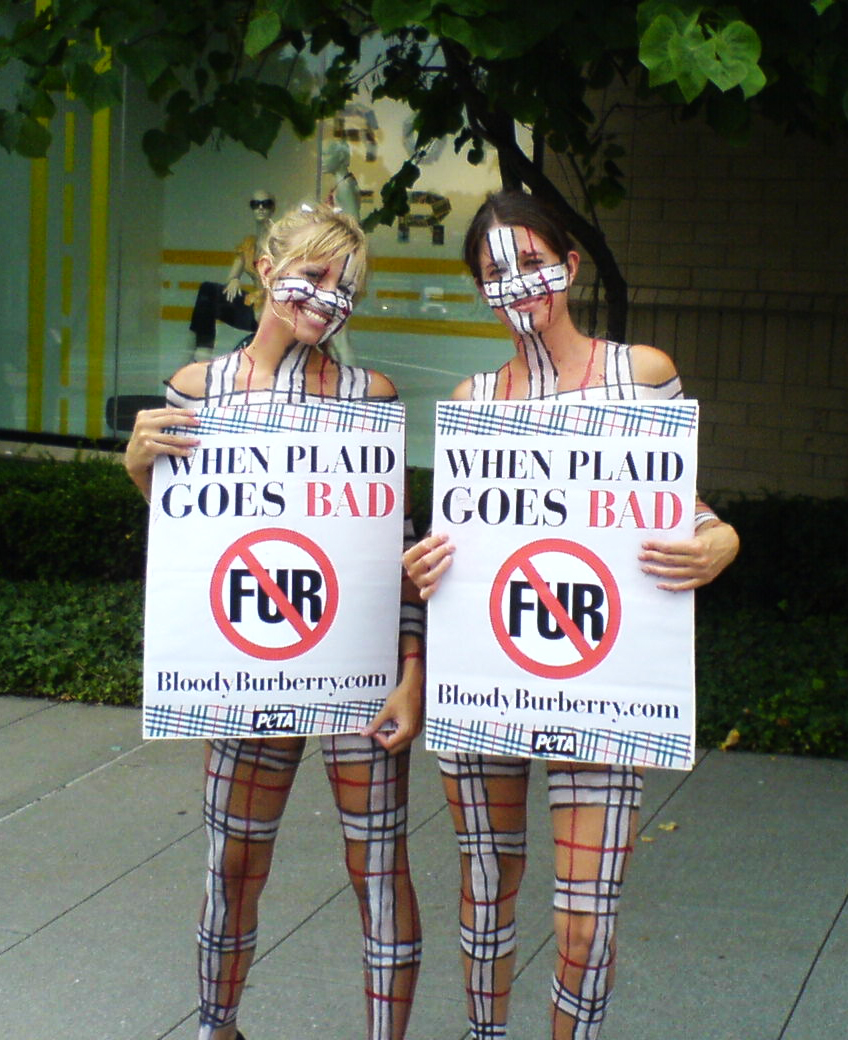
Manifestation de PETA contre le port de fourrures.

La politique de PETA repose sur le principe suivant : « Les animaux ne nous appartiennent pas […] nous n'avons pas le droit de disposer d'eux pour notre alimentation, notre habillement, nos expériences scientifiques et nos loisirs ».
PETA concentre ses efforts sur l'élevage industriel, l’expérimentation, la fourrure et les spectacles considérant que c’est dans ces domaines que les animaux souffrent le plus, le plus longtemps et en plus grand nombre. Mais PETA se consacre à diverses autres actions connexes, telles que la chasse, le gavage, la maltraitance des animaux domestiques ou l’extermination des « nuisibles ».

## Organisation
Basée aux États-Unis, à Norfolk en Virginie, l’association comprend des bureaux au Royaume-Uni (PETA Europe), en Allemagne, en Inde, aux Pays-Bas et en France. Ingrid Newkirk est l’actuelle présidente internationale de PETA.
Parmi les groupes de PETA, il existe également la Street Team de Peta2, un groupe dédié aux lycéens et aux étudiants militants. Ainsi que The Foundation to Support Animal Protection (fondation soutenant financièrement d’autres associations de protection animale) qui gère les actifs de PETA. Fondée en 1993, la fondation fournit à l'association des services administratifs et financiers.

## Campagnes

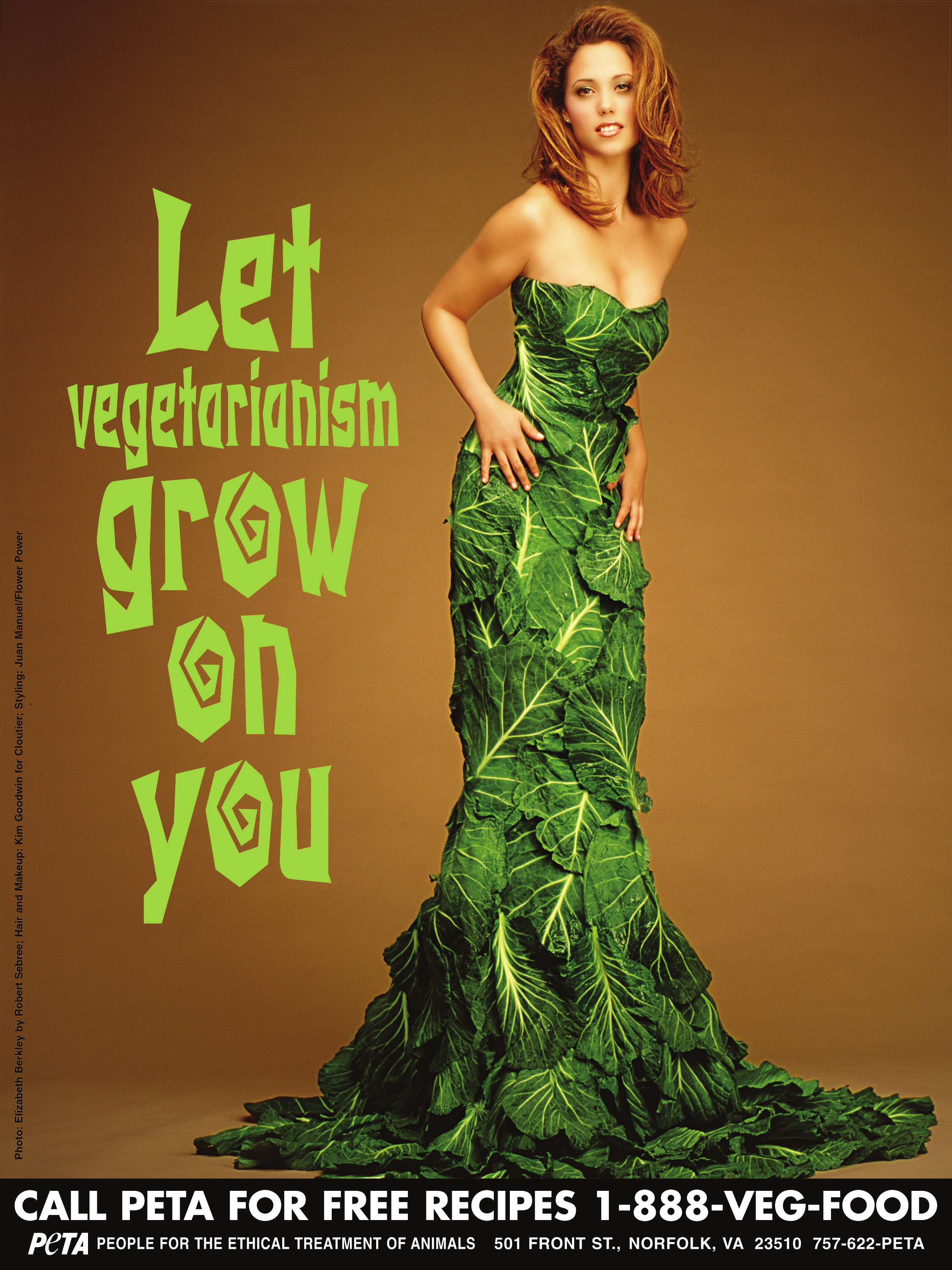
Laissez le végétarisme croître en vous, exemple de campagne publicitaire.

Pour mener à bien sa mission, l'association organise des campagnes d’information et de protestation ainsi que des animations de rue et d’autres manifestations, notamment grâce au concours de célébrités ; elle effectue à la fois des enquêtes de terrain et des travaux de recherche ; elle porte secours aux animaux et intervient aussi au niveau législatif.
En 1989, PETA forme une coalition internationale composée de plus de 80 organisations de protection animale totalisant plus de 3,3 millions de membres afin d’obtenir la libération des singes de Silver Spring avec l’appui du Congrès américain. En 2002, PETA persuade quarante sociétés, y compris Nike, Reebok et Chrysler, de déclarer un moratoire sur le cuir en provenance d’Inde, où les animaux sont transportés dans des conditions effroyables et écorchés vifs, causant une perte de quarante millions de dollars pour les producteurs indiens[réf. nécessaire].
L'organisme a lancé un vif débat en 2004 aux États-Unis sur la place des pratiques religieuses d'abattage en diffusant une vidéo sur le shehita, utilisé par Agriprocessors (en) de Postville, montrant des bovins peinant à se maintenir en équilibre pendant une minute sur leurs pattes après avoir eu la trachée et l'œsophage sectionnés[réf. nécessaire].
En juin 2004, une lettre adressée par le dalaï-lama s'opposant à l'ouverture d'un restaurant d'une chaîne de restauration rapide sur sa terre natale du Tibet au motif que l'abattage massif d'animaux par cette chaîne violait les valeurs tibétaines fut rendue publique par PETA. En juillet 2004, cette chaîne abandonna son projet.[réf. nécessaire]
Fin 2008, PETA s'est lancé dans une campagne pour la protection animale en République populaire de Chine, et faire cesser l'abattage de chiens, de chats et d'autres animaux,. De 2012 à 2015, PETA a enquêté sur la fabrication du duvet d'oie en Chine. C'est en effet dans la République chinoise que serait produit 80 % du duvet mondial. La vidéo tournée par l'association montre des conditions terribles pour les oies, plumées vivantes.
En 2011, PETA lance une campagne pour dénoncer l'exploitation de la fourrure du chien viverrin, lors de la sortie du jeu Super Mario 3D Land. Dans celui-ci, Mario porte un costume tanuki. L'association lancera un site web et un jeu parodique où l’animal pourchasse Mario pour récupérer sa fourrure. Cette campagne déclenchera plusieurs réactions de joueurs, jugeant l'attaque absurde et infondée. L'association déclare par la suite que ce n'était qu'une blague pour attirer l'attention sur le problème dans la vraie vie,.
En mai 2016, PETA lance une campagne contre Hermès et ses techniques d'abattage des autruches. La marque utilise en effet la peau de ces oiseaux dans la fabrication de sacs et d'accessoires de luxe. De son côté, PETA USA a lancé une campagne contre la laine dite « italienne », souvent utilisée dans l'industrie du luxe, mais qui est en réalité fabriquée au Chili dans des conditions extrêmes pour les moutons et les agneaux. L'association a sorti une vidéo choc pour appuyer son enquête. À la suite de ces actions et ces campagnes, de nombreuses marques de prêt-à-porter ont décidé d'arrêter la vente de fourrure, comme The Kooples en septembre 2016.
À la rentrée 2016, une nouvelle célébrité se met en scène sur une affiche pour PETA. Pour promouvoir le végétarisme, la comédienne et chanteuse Arielle Dombasle apparaît dénudée pour cette campagne de sensibilisation avec le slogan suivant : « Il n'y a pas de fruit défendu, devenez végétarien ». Sur le site de PETA, la comédienne explique dans une vidéo pourquoi il faudrait devenir végétarien. Le mercredi 28 juin 2017 marque le début d'une nouvelle campagne de PETA : le titre Breathless de Nick Cave est la bande-son d’un clip vidéo avec Iggy Pop, engagé également.

## Critiques et polémiques

### Pratique de l'euthanasie
La PETA a été critiquée pour le nombre d'animaux qu'elle euthanasie chaque année. Cette polémique sur l'euthanasie a été lancée par le Center for Consumer Freedom (en) via un site internet créé pour l'occasion, PETAKillsAnimals.com. Cet organisme de pression de l'industrie de la restauration rapide, de la viande, de l'alcool et du tabac est connu pour ses attaques contre les associations de consommateurs, de santé, et les associations environnementales. L'organisme accuse PETA d'avoir euthanasié 21 339 chiens et chats entre 1998 et 2008,. L'association répond que son refuge de Virginie est un refuge de la dernière chance pour des animaux en si mauvais état que les refuges traditionnels refusent de les prendre en charge. Les animaux adoptables sont transférés à des refuges traditionnels et n'entrent pas dans ces statistiques.
PETA milite activement pour la stérilisation des animaux de compagnie à travers la campagne « Animal Birth Control - ABC ».

### Liens allégués avec l'ALF et l'ELF
L'association fut aussi critiquée en 2005 par Jim Inhofe, sénateur de l'Oklahoma, qui affirma que la PETA jouait le rôle de vitrine, de recruteur et de source de financement pour l'Earth Liberation Front et l'Animal Liberation Front, après que des activistes associés à ces groupuscules eurent commis ce que le gouvernement américain qualifie « d'actes de terrorisme ». PETA s'est également exprimé à ce sujet, en affirmant : « Le mouvement pour les droits des animaux est non violent. Notre combat se fonde sur le refus de porter atteinte à un animal, qu'il soit humain ou non. Cependant, comme dans n'importe quel mouvement d'importance, il peut exister des factions qui utilisent la violence. ».

### Condamnation de deux de leurs employés pour cruauté envers les animaux
À Ahoskie (Caroline du Nord), on trouva sur une période de quatre semaines une centaine de cadavres de chiens dans la benne à ordure d'un supermarché. Alors que la police se tenait en faction devant cette poubelle, elle observa deux personnes à bord d'une camionnette décharger d’imposants paquets. La police découvrit au total 31 chiens morts. Il fut révélé par la police que la camionnette appartenait à la PETA. L'autopsie pratiquée sur l'un des chiens prouva qu'il était en bonne santé avant qu'il ne soit tué. Ces deux personnes ont été inculpées de 62 chefs d'accusation pour cruauté envers les animaux.

### Positions sur la recherche médicale par l'utilisation des animaux
Ingrid Newkirk, la présidente de PETA, a suscité des réactions[Qui ?] avec sa déclaration, dans une interview publiée dans le magazine Vogue de septembre 1989, selon laquelle même si la recherche sur les animaux devait aboutir à un traitement contre le SIDA, PETA serait opposée à celle-ci (« Even if animal research resulted in a cure for AIDS, we'd be against it »).

### Critique religieuse de certaines publicités
En décembre 2009, la Ligue catholique a réagi à une campagne de PETA utilisant des symboles chrétiens en association avec la nudité dans ses photos.

### Représentation de la Shoah
Certaines de ses actions et campagnes, assimilant le transport et le massacre des animaux à la Shoah et au massacre des juifs pendant la Seconde Guerre mondiale, ont fait l’objet de critiques. Selon Abraham Foxman (en) de l'Anti-Defamation League, ce genre de campagne, par ces comparaisons, nuit à l'effort de compréhension de la Shoah nécessaire pour que de tels événements ne se reproduisent jamais.

### Handicap
En août 2015, deux organismes français, le collectif Citoyen Handicap, basé à Marcq-en-Barœul et l'Union des mamans d'enfants handicapés, associations de défense des handicapés, ont porté plainte contre PETA en France, à la suite d'une phrase de l'association qui établissait un parallèle entre les droits des animaux et ceux des handicapés mentaux. La phrase était située dans la foire aux questions du site : « Chaque animal devrait avoir des droits indépendamment de l'intérêt que cet animal peut présenter pour les humains, qu'il soit mignon ou pas, que son espèce soit menacée de disparition ou pas, qu'un humain y soit attaché ou pas (de la même façon, un handicapé mental a des droits, même s'il n'est pas mignon ou si personne ne l'aime) ». L'association a par la suite modifié cette phrase sur son site internet français[source insuffisante].

### Sexisme
PETA est accusée de sexisme à la suite de campagnes de promotion du végétarisme réalisées avec des photographies de femmes célèbres nues ou en maillot de bain, comme Jodie Marsh, Pamela Anderson et Zahia Dehar, dont le corps présente un schéma de découpe des morceaux de viande bovine, assorti du slogan « Tous les animaux sont faits des mêmes morceaux ». Ces campagnes sont considérées comme une atteinte à l'image des femmes par des associations et des médias féministes, qui attirent l'attention sur la comparaison de corps féminins sexualisés avec de la viande, ainsi que sur l'absence d'hommes de ces visuels. L'association américaine est accusée de sexisme à la suite de sa campagne reprenant les termes controversés du candidat à la présidence américaine Donald Trump. Le slogan présent sur l'affiche de PETA est le suivant : « Grab a pussy! » (« Attrapez une chatte ! »). Il réutilise ainsi la phrase prononcée par le milliardaire américain : « Grab her by the pussy! ». L'association change de stratégie en mai 2018 en France avec la campagne où l'on découvre le chanteur et artiste Stomy Bugsy dénudé et le slogan suivant : « Ce que je ne tue pas me rend plus fort ».

### Satire
Les actions de la PETA lui ont attiré les moqueries de nombreux humoristes américains. L'association est ainsi ridiculisée dans l'épisode 8 de la huitième saison de la série South Park, où les militants agressent violemment des enfants parce que la mascotte de leur école est une vache.